# Adolf Frommelt
Adolf Frommelt (* 6. Juni 1891 in Triesen; † 5. Oktober 1964 in Triesen) war ein liechtensteinischer Politiker (FBP).
Frommelt arbeitete als Bäcker und Landwirt. Von 1927 bis 1930 war er stellvertretender Gemeindevorsteher und von 1930 bis 1936 schliesslich Gemeindevorsteher von Triesen. Des Weiteren war er von 1932 bis 1936 für die Fortschrittliche Bürgerpartei Abgeordneter im Landtag des Fürstentums Liechtenstein. Von 1939 bis 1945 fungierte er als stellvertretender Abgeordneter.